# Ron Powers
Ron Powers (Hannibal, Missouri, 1941. – ) Pulitzer-díjas és Emmy-díjas amerikai újságíró és író.

## Művei
- Mark Twain
- Flags of Our Fathers
- Tom and Huck Don't Live Here Anymore
- White Town Drowsing
- Dangerous Water
- Far From Home
- The Beast, the Eunuch, and the Glass-Eyed Child
- Face Value
- Toot-Toot-Tootsie
- Good-Bye
- The Newscasters

## Családja
Powers nős, két fia van. A Vermont állambeli Castletonban lakik.